# Азот
| 7           | Азот |
| N14.007     |      |
| 1s² 2s² 2p³ |      |

Азо́т (химический символ — N, от лат. Nitrogenium) — химический элемент 15-й группы (по устаревшей классификации — главной подгруппы пятой группы, VA) второго периода периодической системы Д. И. Менделеева с атомным номером 7.
Как простое вещество (при н. у.) азот — двухатомный газ (химическая формула — N2) без цвета, вкуса и запаха.
Один из самых распространённых элементов на Земле. Основной компонент воздуха: 78 % объёма.
Химически весьма инертен, однако реагирует с комплексными соединениями переходных металлов. Применяется как инертная среда для множества технологических процессов; жидкий азот — хладагент.
Азот — один из основных биогенных элементов, входящих в состав белков и нуклеиновых кислот.

## История открытия
В 1772 году Генри Кавендиш провёл опыт: он многократно пропускал воздух над раскалённым углём, затем обрабатывал его щёлочью, в результате получался остаток, который Кавендиш назвал удушливым (или мефитическим) воздухом. С позиций современной химии ясно, что в реакции с раскалённым углём кислород воздуха связывался в углекислый газ, который затем поглощался щёлочью. При этом остаток газа представлял собой по большей части азот. Таким образом, Кавендиш выделил азот, но не сумел понять, что это новое простое вещество (химический элемент), и описал его как мефитический воздух (от англ. mephitic — «вредный»). В том же году Кавендиш сообщил об этом опыте Джозефу Пристли:41.
Джозеф Пристли в это же время проводил серию экспериментов, в которых также связывал кислород воздуха и удалял полученный углекислый газ, то есть также получал азот, однако, будучи сторонником господствующей в те времена теории флогистона, также неверно истолковал полученные результаты — он решил, что выделил флогистированный (то есть насыщенный флогистоном) воздух:41.
В сентябре 1772 года шотландский химик Даниэль Резерфорд опубликовал магистерскую диссертацию «О так называемом фиксируемом и мефитическом воздухе», в которой описал азот как вредный, ядовитый воздух и предположил, что это новый химический элемент:41, а также описал основные свойства азота (не реагирует со щелочами, не поддерживает горения, непригоден для дыхания).
В том же году азот выделил шведский химик Карл Шееле: летом 1772 года он получил азот по методу Кавендиша и исследовал его в течение пяти лет, затем опубликовал результаты своих исследований. В этой публикации Шееле первым описал атмосферный воздух как смесь отдельных газов: «огненного воздуха» (кислорода) и «грязного воздуха» (азота). Таким образом, точно установить первооткрывателя азота не представляется возможным:41.

## Происхождение названия
Название азо́т (фр. azote, по наиболее распространённой версии, от др.-греч. ἄζωτος «безжизненный»), вместо предыдущих названий (флогистированный, мефитический и «испорченный» воздух) предложил в 1787 году Антуан Лавуазье, который в то время в составе группы других французских учёных разрабатывал принципы химической номенклатуры, в том же году это предложение опубликовано в труде «Метод химической номенклатуры»:41. Как показано выше, в то время уже было известно, что азот не поддерживает ни горения, ни дыхания. Это свойство и сочли наиболее важным. Хотя впоследствии выяснилось, что азот, наоборот, крайне необходим для всех живых существ, название сохранилось во французском и русском языках. Окончательно в русском языке этот вариант названия закрепился после выхода в свет книги Германа Гесса «Основания чистой химии» в 1831 году.
Само слово азот (без связи с газом) известно с древности и употреблялось философами и алхимиками средневековья для обозначения «первичной материи металлов», так называемого меркурия у философов, двойного меркурия у алхимиков. «Первичную материю металлов» алхимики считали «альфой и омегой» всего сущего. И слово для её обозначения составили из начальных и конечных букв алфавитов трёх языков, считавшихся священными, — латинского, греческого и древнееврейского: а, альфа, алеф и зет, омега, тав — AAAZOT. Однако отсутствуют данные о связи этого алхимического термина с названием для газа, предложенным Лавуазье.
Многие современники Лавуазье считали название элемента неудачным, в частности, Жан-Антуан Шапталь предложил название nitrogène («рождающий селитру») и использовал это название в своей книге «Элементы химии». Поныне соединения азота называют нитраты, нитриты и нитриды:42.
Во французском языке название нитроген не прижилось, зато в английском, испанском, венгерском и норвежском используется производное от этого слова. В португальском языке в разговорной речи преимущественно используется как название нитрогениу (порт.-браз. nitrogênio, европ. порт. nitrogénio), в научных работах, особенно в Португалии и Макао, преобладает название azoto.
В немецком языке используется название Stickstoff, что означает «удушающее вещество», аналогично в нидерландском и шведском; схожие по значению названия используются в некоторых славянских языках, например, хорв. и словен. dušik [ˈduʃik]:42, a также в ивр. חַנְקָן‎ [hanˈkan].
Название «азот», помимо французского и русского, принято в итальянском, турецком и ряде славянских языков, а также во многих языках народов России и бывшего СССР.
До принятия символа {\displaystyle N} в России, Франции и других странах использовался символ {\displaystyle Az}, который можно видеть, например, в статье А. М. Бутлерова об аминах 1864 года:42.

## Азот в природе

### Изотопы
Природный азот состоит из двух стабильных изотопов 14N — 99,635 % и 15N — 0,365 %.
Искусственно получены четырнадцать радиоактивных изотопов азота с массовыми числами от 10 до 13 и от 16 до 25. Все они являются очень короткоживущими изотопами. Самый стабильный из них 13N имеет период полураспада 10 мин.
Спин ядер стабильных изотопов азота: 14N — 1; 15N — 1/2.

### Распространённость
Азот — один из самых распространённых элементов на Земле. Вне пределов Земли азот обнаружен в газовых туманностях, солнечной атмосфере, на Уране, Нептуне, в межзвёздном пространстве и других космических объектах. Атмосферы таких планет-спутников как Титан, Тритон и карликовой планеты Плутон в основном состоят из азота. Атмосфера Венеры также содержит значительное количество азота (несмотря на то, что он составляет 3,5 % от общего состава атмосферы), вчетверо превышающее по массе атмосферный азот Земли. По числу атомов азот занимает наряду с Ne 5—6 место среди элементов по распространённости в Солнечной системы (после H, He, O и C).
Азот в форме двухатомных молекул N2 составляет большую часть атмосферы Земли, где его содержание составляет 75,6 % (по массе) или 78,084 % (по объёму), то есть около 3,87⋅1015 т.
Содержание азота в земной коре, по данным разных авторов, составляет (0,7—1,5)⋅1015 т (причём в гумусе — порядка 6⋅1010 т), а в мантии Земли — 1,3⋅1016 т. Такое соотношение масс заставляет предположить, что главным источником азота служит верхняя часть мантии, откуда он поступает в другие оболочки Земли с извержениями вулканов.
Масса растворённого в гидросфере азота, учитывая, что одновременно происходят процессы растворения азота атмосферы в воде и выделения его в атмосферу, составляет около 2⋅1013 т, кроме того, примерно 7⋅1011 т азота содержатся в гидросфере в виде соединений.

### Биологическая роль
Азот является химическим элементом, необходимым для существования животных и растений, он входит в состав белков (16—18 % по массе), аминокислот, нуклеиновых кислот, нуклеопротеидов, хлорофилла, гемоглобина и др. В составе живых клеток по числу атомов азота около 2 %, по массовой доле — около 2,5 % (четвёртое место после водорода, углерода и кислорода). В связи с этим значительное количество связанного азота содержится в живых организмах, биогенных отложениях литосферы и дисперсном веществе морей и океанов. Это количество оценивается примерно в 1,9⋅1011 т. В отличие от углерода, также содержащегося в органических молекулах, в большинстве живых организмах не окисляется, и не может быть источником энергии. В связи с этим, для предотвращения накопления азота, в этих организмах возникли системы выделения (в виде производных мочевины и гуанидиния. В результате процессов гниения и разложения азотсодержащей органики, при условии благоприятных факторов окружающей среды, могут образоваться природные залежи полезных ископаемых, содержащие азот, например, «чилийская селитра» (нитрат натрия с примесями других соединений), норвежская, индийская селитры.
Химия гидридов азота при давлениях порядка 800 ГПа (около 8 миллионов атмосфер) более разнообразна, чем химия углеводородов при нормальных условиях . Отсюда появилась гипотеза, что азот может быть основой пока неоткрытой жизни на таких планетах, как Уран и Нептун:43.

### Круговорот азота в природе
Фиксация атмосферного азота в природе происходит по двум основным направлениям: абиогенному и биогенному. Первый путь включает главным образом реакции азота с кислородом. Так как азот химически весьма инертен, для окисления требуются большие количества энергии (высокие температуры). Эти условия достигаются при разрядах молний, когда температура достигает 25 000 °C и более. При этом происходит образование различных оксидов азота. Существует также вероятность, что абиотическая фиксация происходит в результате фотокаталитических реакций на поверхности полупроводников или широкополосных диэлектриков (песок пустынь).
Однако основная часть молекулярного азота (около 1,4⋅108 т/год) фиксируется биотическим путём. Долгое время считалось, что связывать молекулярный азот могут только небольшое количество видов микроорганизмов (хотя и широко распространённых на поверхности Земли): бактерии Azotobacter и Clostridium, клубеньковые бактерии бобовых растений Rhizobium, цианобактерии Anabaena, Nostoc и др. Сейчас известно, что этой способностью обладают многие другие организмы в воде и почве, например, актиномицеты в клубеньках ольхи и других деревьев (всего 160 видов). Все они превращают молекулярный азот в соединения аммония (NH4+). Этот процесс требует значительных затрат энергии (для фиксации 1 г атмосферного азота бактерии в клубеньках бобовых расходуют порядка 167,5 кДж, то есть окисляют примерно 10 г глюкозы). Таким образом, видна взаимная польза от симбиоза растений и азотфиксирующих бактерий — первые предоставляют вторым «место для проживания» и снабжают полученным в результате фотосинтеза «топливом» — глюкозой, вторые обеспечивают необходимый растениям азот в усваиваемой ими форме.
Азот в форме аммиака и соединений аммония, получающийся в процессах биогенной азотфиксации, быстро окисляется до нитратов и нитритов (этот процесс носит название нитрификации). Последние, не связанные тканями растений (и далее по пищевой цепи травоядными и хищниками), недолго остаются в почве. Большинство нитратов и нитритов хорошо растворимы, поэтому они вымываются водой и в результате попадают в мировой океан (этот поток оценивается в 2,5—8⋅107 т/год).
Азот, включённый в ткани растений и животных, после их гибели подвергается аммонификации (разложению содержащих азот сложных соединений с выделением аммиака и ионов аммония) и денитрификации, то есть выделению атомарного азота, а также его оксидов. Эти процессы целиком происходят благодаря деятельности микроорганизмов в аэробных и анаэробных условиях.
В отсутствие деятельности человека процессы связывания азота и нитрификации практически полностью уравновешены противоположными реакциями денитрификации. Часть азота поступает в атмосферу из мантии с извержениями вулканов, часть прочно фиксируется в почвах и глинистых минералах, кроме того, постоянно идёт утечка азота из верхних слоёв атмосферы в межпланетное пространство.

### Токсикология азота и его соединений
Сам по себе атмосферный азот слишком инертен, чтобы оказывать непосредственное влияние на организм человека и млекопитающих. Тем не менее, при повышенном давлении он вызывает наркоз, опьянение или удушье (при недостатке кислорода); при быстром снижении давления азот вызывает кессонную болезнь.

## Получение

### Разложение нитрита аммония
В лаборатории азот можно получать по реакции разложения нитрита аммония:
{\displaystyle {\ce {NH4NO2 -> N2 ^ + 2H2O}}}
Реакция экзотермическая, идёт с выделением 80 ккал (335 кДж) тепла на 1 моль вступившего в неё нитрита, поэтому требуется охлаждение сосуда при её протекании (хотя для начала реакции требуется нагревание нитрита аммония).
Практически эту реакцию выполняют, добавляя по каплям насыщенный раствор нитрита натрия в нагретый насыщенный раствор сульфата аммония, при этом образующийся в результате обменной реакции нитрит аммония мгновенно разлагается.
Выделяющийся при этом газ загрязнён аммиаком, оксидом азота (I) и кислородом, от которых его очищают, последовательно пропуская через растворы серной кислоты, сульфата железа(II) и над раскалённой медью. Затем азот осушают.

### Нагревание дихромата калия с сульфатом аммония
Ещё один лабораторный способ получения азота — нагревание смеси дихромата калия и сульфата аммония (в соотношении 2:1 по массе). Реакция описывается уравнениями:
{\displaystyle {\ce {K2Cr2O7 + (NH4)2SO4 -> (NH4)2Cr2O7 + K2SO4}}}
{\displaystyle {\ce {(NH4)2Cr2O7 -> N2 ^ + Cr2O3 + 4 H2O}}}

### Разложение азидов
Наиболее чистый азот можно получить разложением азидов металлов:
{\displaystyle {\ce {2NaN3 ->[t] 2Na + 3N2 ^}}}

### Реакция воздуха с раскалённым коксом
Так называемый «воздушный», или «атмосферный» азот, то есть смесь азота с благородными газами, получают при помощи реакции воздуха с раскалённым коксом, при этом образуется так называемый «генераторный», или «воздушный», газ — сырьё для химических синтезов и топливо. При необходимости из него можно выделить азот, поглотив монооксид углерода.

### Перегонка воздуха
Молекулярный азот в промышленности получают фракционной перегонкой жидкого воздуха. Этим методом можно получить и «атмосферный азот». Также широко применяются азотные установки и станции, в которых используется метод адсорбционного и мембранного газоразделения.

### Пропускание аммиака над оксидом меди (II)
Один из лабораторных способов — пропускание аммиака над оксидом меди(II) при температуре ~700 °C:
{\displaystyle {\ce {3CuO + 2NH3 ->[t] N2 ^ + 3Cu v + 3H2O}}}
Аммиак берут из его насыщенного раствора при нагревании. Количество CuO в 2 раза больше расчётного. Непосредственно перед применением азот очищают от примеси кислорода и аммиака пропусканием над медью и её оксидом (II) (~700 °C), затем сушат концентрированной серной кислотой и сухой щёлочью. Реакция протекает достаточно медленно, но обеспечивает получение азота высокой чистоты.

## Свойства

### Физические свойства
При нормальных условиях азот — это бесцветный газ, не имеет запаха, малорастворим в воде (2,3 мл/100 г при 0 °C, 1,5 мл/100 г при 20 °C, 1,1 мл/100 г при 40 °C, 0,5 мл/100 г при 80 °C), плотность 1,2506 кг/м³ (при н. у.).
В жидком состоянии (темп. кипения −195,8 °C) — бесцветная, подвижная, как вода, жидкость. Плотность жидкого азота 808 кг/м³. При контакте с воздухом поглощает из него кислород.
При −209,86 °C азот переходит в твёрдое состояние в виде снегоподобной массы или больших белоснежных кристаллов. При контакте с воздухом поглощает из него кислород, при этом плавится, образуя раствор кислорода в азоте.
Известны три кристаллические модификации твёрдого азота. В интервале 36,61—63,29 К существует фаза β-N2 с гексагональной плотной упаковкой, пространственная группа P63/mmc, параметры решётки a=3,93 Å и c=6,50 Å. При температуре ниже 36,61 К устойчива фаза α-N2 с кубической решёткой, имеющая пространственную группу Pa3 или P213 и период a=5,660 Å. Под давлением более 3500 атмосфер и температуре ниже 83 K образуется гексагональная фаза γ-N2.

### Фазовая диаграмма
Фазовая диаграмма азота показана на рисунке.

### Химические свойства, строение молекулы
Азот в свободном состоянии существует в форме двухатомных молекул N2, электронная конфигурация которых описывается формулой σs²σs*2πx, y4σz², что соответствует тройной связи между атомами азота N≡N (длина связи dN≡N = 0,1095 нм). Связь обладает исключительно высокой прочностью: для реакции диссоциации N2 ↔ 2 N изменение энтальпии составляет ΔH°298 = 945 кДж/моль, константа скорости реакции К298 = 10−120, то есть диссоциация молекул азота при нормальных условиях практически не происходит (равновесие практически полностью сдвинуто влево). Молекула азота неполярна и слабо поляризуется, силы взаимодействия между молекулами очень слабые, поэтому в обычных условиях азот газообразен.
Даже при 3000 °C степень термической диссоциации N2 составляет всего 0,1 %, и лишь при температуре около 5000 °C достигает нескольких процентов (при нормальном давлении). В высоких слоях атмосферы происходит фотохимическая диссоциация молекул N2. В лабораторных условиях можно получить атомарный азот, пропуская газообразный N2 при сильном разрежении через поле высокочастотного электрического разряда. Атомарный азот намного активнее молекулярного: в частности, при обычной температуре он реагирует с серой, фосфором, мышьяком и с рядом металлов, например, со ртутью.
В 2025 году объявлено о получении второй (после N2) аллотропной форме азота ― гексаазоте, который достаточно устойчив даже при температуре жидкого азота (77 K).
Вследствие большой прочности молекулы азота некоторые его соединения эндотермичны (многие галогениды, азиды, оксиды), то есть энтальпия их образования положительна, а соединения азота термически малоустойчивы и довольно легко разлагаются при нагревании. Именно поэтому азот на Земле находится по большей части в свободном состоянии.
Ввиду своей значительной инертности азот при обычных условиях реагирует только с литием:
{\displaystyle {\ce {6Li + N2 -> 2Li3N}}}
{\displaystyle {\ce {2B + N2 -> 2BN}}} (Нитрид бора)
Наибольшее практическое значение имеет нитрид водорода (аммиак) NH3, получаемый взаимодействием водорода с азотом (см. ниже).
Под действием электрического разряда реагирует с кислородом, образуя оксид азота(II) NO:
{\displaystyle {\ce {N2 + O2 <->[{2000 ℃}] 2NO - Q}}}
Описано несколько десятков комплексов с молекулярным азотом.

#### Промышленное связывание атмосферного азота
Соединения азота чрезвычайно широко используются в различных областях химии: производства индустрия удобрений, взрывчатых веществ, красителей, лекарств и многих других продуктов химической промышленности. Хотя колоссальным природным источником азота является атмосферный воздух, инертность азота долгое время служила причиной отсутствия эффективных методов превращения N2 в другие азотсодержащие соединения; большая часть соединений азота ранее производилась из его минералов, в частности, чилийской селитры. Прогресс в этой области стал возможен после создания технологии получения водорода путём переработки природного газа в синтез-газ. Именно реакция азота и водорода, приводящая к образованию аммиака, обеспечивает большую часть потребностей населения в азотсодержащих соединениях:
{\displaystyle {\ce {N2 + 3H2 <=> 2NH3}}}
Синтез аммиака является экзотермической (тепловой эффект 92 кДж/моль) и обратимой реакцией, протекающей с уменьшением объёма, поэтому для смещения равновесия в сторону образования аммиака в соответствии с принципом Ле Шателье — Брауна необходимо охлаждение смеси и высокие давления. Однако с кинетической точки зрения снижение температуры невыгодно, так как при этом сильно снижается скорость реакции — уже при 700 °C скорость реакции слишком мала для её практического использования.
В таких случаях используется катализ, так как подходящий катализатор позволяет увеличить скорость реакции без смещения равновесия. Наибольшую эффективность по совокупности факторов (каталитическая активность, стойкость к отравлению, стоимость) проявил катализатор на основе металлического железа с добавками оксидов алюминия и калия. Процесс ведут при температуре 400—600 °C и давлениях 10—1000 атмосфер.
При давлениях выше 2000 атмосфер синтез аммиака из смеси водорода и азота идёт с высокой скоростью и без катализатора. Например, при 850 °C и 4500 атмосфер выход продукта составляет 97 %.
Другой метод промышленного связывания атмосферного азота — цианамидный метод — основан на реакции карбида кальция с азотом при 1000 °C:
{\displaystyle {\ce {CaC2 + N2 -> CaCN2 + C}}}
Реакция экзотермична, её тепловой эффект составляет 293 кДж/моль.
Ежегодно из атмосферы Земли промышленным путём отбирается примерно 1⋅106 т азота.

## Соединения азота
Степени окисления азота в соединениях −3, −2, −1, 0, +1, +2, +3, +4, +5.
- Соединения азота в степени окисления −3 представлены нитридами, из которых наибольшую практическую ценность представляет аммиак, а также нитрид урана — перспективное ядерное топливо для атомных реакторов нового поколения[18];
- Соединения азота в степени окисления −2 менее характерны, представлены пернитридами, наиболее известен пернитрид водорода N2H4, или гидразин и диметилгидразин (ракетное топливо). Существует также крайне неустойчивый пернитрид водорода N2H2, диимид;
- Соединения азота в степени окисления −1: NH2OH (гидроксиламин) — неустойчивое основание, применяющееся, наряду с солями гидроксиламмония, в органическом синтезе;
- Соединения азота в степени окисления +1: оксид азота(I) N2O (закись азота, веселящий газ), азотноватистая кислота;
- Соединения азота в степени окисления +2: оксид азота(II) NO (монооксид азота), азотноватая кислота;
- Соединения азота в степени окисления +3: оксид азота(III) N2O3 (сесквиоксид азота, триоксид диазота), азотистая кислота, её соли нитриты, трифторид азота NF3;
- Соединения азота в степени окисления +4: оксид азота(IV) NO2 (диоксид азота, бурый газ);
- Соединения азота в степени окисления +5: оксид азота(V) N2O5 (пентаоксид диазота), азотная кислота, её соли — нитраты, тетрафтораммоний NF4+ и его соли.

## Применение

#### Соединения азота
Соединения азота чрезвычайно широко используются в различных областях химии: производства удобрений, взрывчатых веществ, красителей, лекарств и многих других продуктов химической промышленности.

#### Газообразный азот
Промышленное применение газообразного азота обусловлено его инертными свойствами. Газообразный азот пожаро- и взрывобезопасен, препятствует окислению, гниению. В нефтедобывающей промышленности газообразный азот применяется для обеспечения безопасного бурения, используется в процессе капитального и текущего ремонта скважин. Кроме того, газообразный азот высокого давления используют в газовых методах повышения нефтеотдачи пласта. В нефтехимии азот применяется для продувки резервуаров и трубопроводов, проверки работы трубопроводов под давлением, увеличения выработки месторождений. В горнодобывающей промышленности азот используется для создания в шахтах взрывобезопасной среды, для распирания пластов породы, тушения эндогенных пожаров. В производстве электроники и ряде других производств азот применяется для создания бескислородной инертной атмосферы.
Газообразным азотом заполняют камеры шин шасси летательных аппаратов. Кроме того, в последнее время заполнение шин азотом стало популярно и среди автолюбителей, хотя однозначных доказательств эффективности использования азота вместо воздуха для наполнения автомобильных шин нет.
В пищевой промышленности азот зарегистрирован в качестве пищевой добавки E941, используемой как  пропеллент (газ, предназначенный для выталкивания пищевого продукта из ёмкости и контейнера), а также газовая среда для упаковки и хранения.

#### Жидкий азот
Жидкий азот применяется как хладагент и в качестве средства для криотерапии.
Большие количества азота используются в коксовом производстве («сухое тушение кокса») при выгрузке кокса из коксовых батарей, а также для «передавливания» топлива в ракетах из баков в насосы или двигатели.
При комнатной температуре жидкий азот активно испаряется. По этой причине его хранят в специальных сосудах Дьюара с вакуумной изоляцией открытого типа или криогенных ёмкостях под давлением.
Жидкий азот используется в качестве средства пожаротушения: при испарении азот вытесняет из очага возгорания кислород, необходимый для горения, и пожар прекращается. Ввиду инертности азота и простоте его удаления, азотное пожаротушение, наряду с использованием фторированных углеводородов, является самым эффективным способом тушения пожаров с точки зрения сохранения ценностей (таких как электроника, серверы для хранения данных), подверженных повреждениям при использовании других средств пожаротушения (вода, углекислота и др).
Жидкий азот нередко демонстрируется в кинофильмах в качестве вещества, способного мгновенно заморозить достаточно крупные объекты. При этом заморозка жидким азотом живых существ с возможностью последующей их разморозки — широко распространённое заблуждение. Проблема заключается в невозможности заморозить (и разморозить) существо достаточно быстро, чтобы неоднородность заморозки не сказалась на его жизненных функциях. Это связано в том числе с довольно низкой теплоёмкостью азота.
Станислав Лем в своём научно-фантастическом романе «Фиаско», описал способ экстренной заморозки астронавта жидким азотом.

## Маркировка баллонов
Выпущенные в России баллоны с азотом, согласно требованиям ПБ 03-576-03, должны быть окрашены в чёрный цвет с коричневой полосой и надписью жёлтого цвета. ГОСТ 26460-85 не требует полосы, но надпись должна содержать сведения о чистоте азота (особой чистоты, высокой чистоты, повышенной чистоты).

## Опасность для здоровья
| 0 3 0 |

В обычных условиях азот не токсичен, однако при повышенном атмосферном давлении способен вызывать азотное отравление. Большинство соединений азота представляют сильную опасность для здоровья. Азот относится к 3-му классу опасности.

## Комментарии
1. ↑  Указан диапазон значений атомной массы в связи с неоднородностью распространения изотопов в природе.